# Shakima Wimbley
Shakima Wimbley (Fort Lauderdale, 23 april 1995) is een atleet uit de Verenigde Staten van Amerika.
In 2014 behaalde ze een gouden medaille op het WK voor junioren op de 4x400 meter.
Op de Wereldkampioenschappen atletiek 2017 liep ze met het Amerikaans estafette-team de beste seizoenstijd en werd daarmee wereldkampioene op de 4x400 meter.
Op de Wereldkampioenschappen indooratletiek 2018 behaalde ze op de 400 meter een zilveren medaille. Met het estafette-team werd ze wereldkampioene op de 4x400 meter.

## Persoonlijk record
| Onderdeel | Resultaat | Jaar |
| --------- | --------- | ---- |
| 200 m     | 22.34     | 2018 |
| 400 m     | 49.52     | 2018 |
| 4x400 m   | 3:19.02   | 2017 |

| Onderdeel | Resultaat | Jaar |
| --------- | --------- | ---- |
| 200 m     | 23.08     | 2015 |
| 400       | 51.07     | 2017 |

- World Athletics: 14467626

1983: Walther, Busch, Koch, Rübsam ·
1987: Neubauer, Emmelmann, Schersing, Busch ·
1991: Ledovskaja, Dzjigalova, Nazarova, Bryzgina ·
1993: Torrence, Malone-Wallace, Kaiser-Brown, Miles-Clark ·
1995: Graham, Stevens, Jones, Miles-Clark ·
1997: Feller, Rohländer, Rücker, Breuer ·
1999: Tsjebykina, Gontsjarenko, Kotljarova, Nazarova ·
2001: Richards, Scott, Parris, Fenton ·
2003: Barber, Washington, Richards, Miles-Clark ·
2005: Petsjonkina, Krasnomovets, Antjoech, Pospelova ·
2007: Trotter, Felix, Wineberg, Richards ·
2009: Dunn, Felix, Demus, Richards ·
2011: Richards-Ross, Felix, Beard, McCorory ·
2013: Goesjtsjina, Firova, Ryzjova, Krivosjapka ·
2015: Day, Jackson, McPherson, Williams-Mills ·
2017: Hayes, Felix, Wimbley, Francis ·
2019: Francis, McLaughlin, Muhammad, Jonathas ·
2022: Diggs, Steiner, Wilson, McLaughlin ·
2023: Saalberg, Klaver, Peeters, Bol